# قائمة البريطانيين العراقيين
هذه قائمة للعراقيين البريطانيين البارزين مرتبة حسب اللقب في القسم.

## الأكاديميين
- سلمان فائق (1910-2002)، طبيب وجراح عراقي حاصل على الجنسية البريطانية ووسام الملكة اليزابيث. وحاز على درجة البروفيسور في الطب والجراحة، وحصل على زمالةِ كلية الجراحين الملكية في لندن.
- جيم الخليلي OBE - أستاذ الفيزياء النظرية بجامعة سوري ومقدم بي بي سي؛ ولد في بغداد لأب عراقي وأم إنجليزية [1]
- ألفونس مينجانا [2]
- هرمزد رسام [2] عندما ذهب هرمزد رسام للعمل في يناير 1846 كمساعد لأوستن هنري لايارد، كان رسام يبلغ من العمر 19 عامًا وكان حريصًا على مساعدة الرجل الذي جاء من إنجلترا في حفر قصر مدفون بالقرب من موصل مسقط رأس رسام. قبل ست سنوات، بينما كان لايارد في طريقه لزيارة عمه في سيلان (سريلانكا الآن)، كان قد مر بالموصل في شمال العراق ثم تحت السيطرة العثمانية. وهناك التقى لايارد بنائب القنصل البريطاني للموصل كريستيان رسام الذي اصطحب ضيفه في جولة حول المنطقة. انسجم الرجال بشكل جيد. كتب لايارد أنه من بين كل ما رآه، لم يكن هناك ما أثار اهتمامه أكثر من مجموعتين كبيرتين من التلال المسماة النبي يونس و Koyunjik التي تقع عبر نهر دجلة من الموصل، على ضفتها الشرقية، والتي يُقال إنها أطلال نينوى الآشورية القديمة. بعد أيام وبعد بضعة كيلومترات من النهر، رأى لايارد المخروط الشاهق للنمرود الآشوري، "والانطباع الذي تركه عليّ لم يُنسى أبدًا". كانت المشاهد مقنعة للغاية، كما كتب، "لقد ركزت أفكاري باستمرار على إمكانية استكشاف تلك الآثار العظيمة بأسمائها الحقيقية.قام لايارد بزيارة ثانية للموصل عام 1842 كمساعد للقنصل العام البريطاني في القسطنطينية. هذه المرة رافقه إلى تل كويونجيك القنصل الفرنسي المعين حديثًا للموصل، بول إميل بوتا، الذي لم يشارك لايارد اهتمامه بالتاريخ فحسب، بل بدأ أيضًا، بدعم من حكومته، أعمال التنقيب هناك. على الرغم من أن بوتا لم يجد الكثير بعد، إلا أن حماسه ألهم لايارد.في نوفمبر من عام 1845، حصل لايارد على قرض بقيمة 150 جنيهًا إسترلينيًا من السفير البريطاني في القسطنطينية ستراتفورد كانينج، الذي قاده اهتمامه بعلم الآثار إلى اقتناء المتحف البريطاني لما يسمى بـ "تعليب الرخام" من بودروم، تركيا. بمساعدة كريستيان رسام وتاجر بريطاني يدعى هنري روس في الموصل، بدأ لايارد في بناء الخنادق. كان الحظ معه. بعد أيام قليلة من الحفر، بدأ عالم الآثار البالغ من العمر 28 عامًا في اكتشاف ما تبين أنه قصر الملك الآشوري آشور ناصربال في منتصف القرن التاسع قبل الميلاد، وهو أحد الأثريين.أكبر وأروع الهياكل في فترة 300 عام من العصر الآشوري الجديد، 911 إلى 612 قبل الميلاد. لاقى نجاح لايارد نجاحًا جيدًا في لندن، وسرعان ما وافق المتحف البريطاني على منحه أموالًا لمزيد من الحفريات المكثفة. سيشمل التمويل راتبًا لمشرف في الموقع يتحدث اللغتين العربية والإنجليزية. وكان هذا الواجب يقع على عاتق هرمزد شقيق كريستيان رسام الصغير.[3]

## الممثلون / الممثلات
- آندي سركيس - ممثل (والد عراقي من أصل أرمني)

## الفنانين
- Lowkey لوكي - كريم دينس مغني راب بريطاني، والدته من اصل عراقي [4]

## مخرجي الأفلام
- قاسم عابد - مصور ومخرج ومنتج [5]

## سياسة

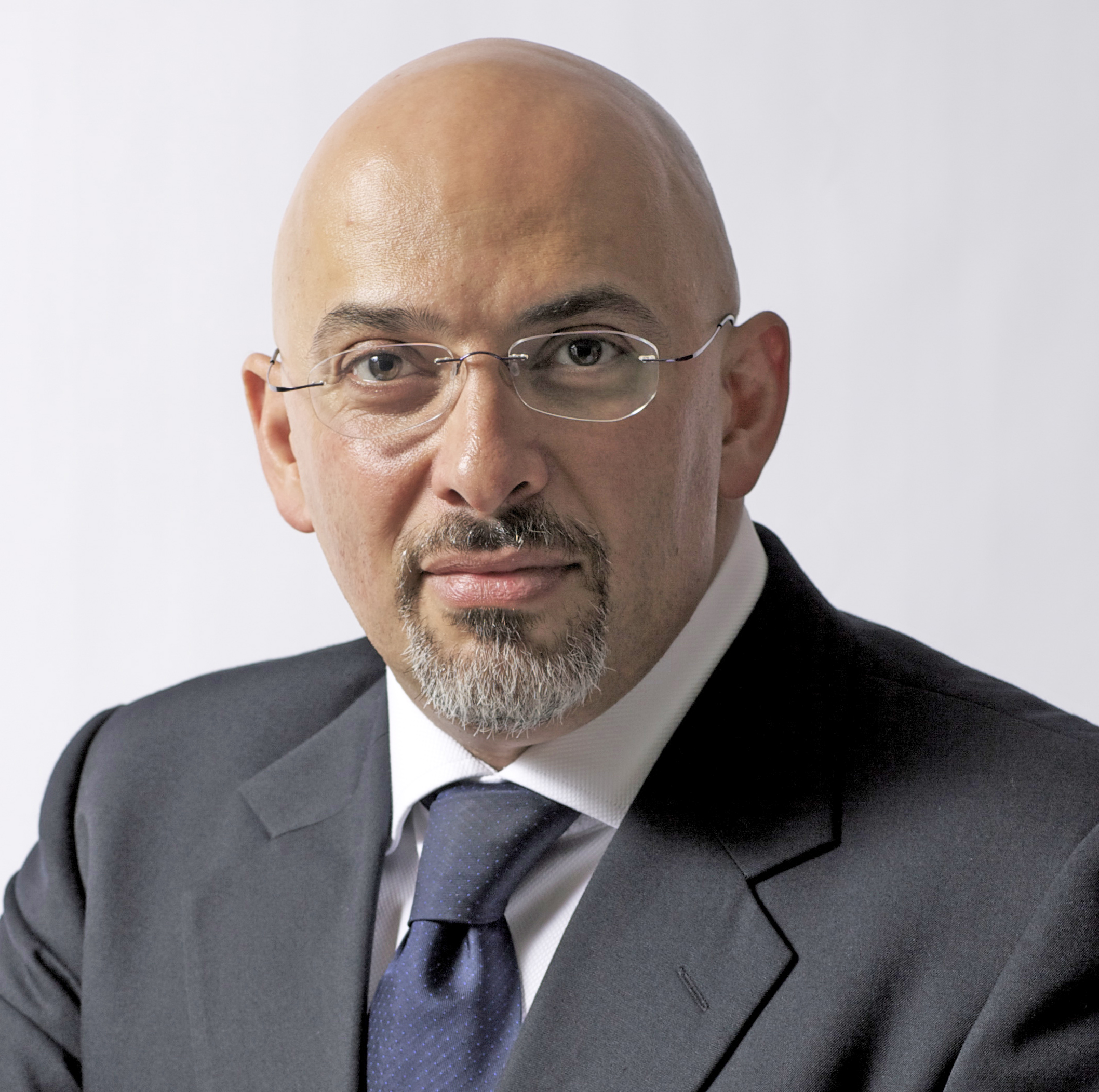
ناظم الزهاوي النائب

- عنود السامرائي - عضو مجلس في ساوثوارك للحزب السياسي البريطاني والديمقراطيين الليبراليين وزعيم جماعة ساوثوارك للديمقراطيين الليبراليين [6] (أب عراقي، أم إنجليزية) [7]
- سرباز برزنجي - ولد لأبوين كرديين وهو حاصل على شهادة الدكتورا في الهندسة المعمارية وأستاذ بجامعات لندن، حصل على «الجائزة الكردية الأكثر نجاحًا في بريطانيا» عام 2017. انتخب مستشارًا للعمل في بريكستون أكري لين. فاز ايضًا بمقعد في بلدية لندن الرئيسية على قائمة حزب العمال يشغل حاليًا منصب محافظ لندن-لامبيث بورو.
- ناظم الزهاوي (سياسي بريطاني) - ولد في بغداد لأبوين كرديين.[8] شارك في تأسيس YouGov مع ستيفان شكسبير وكان الرئيس التنفيذي لشركة YouGov من 2005 إلى 2010 ؛ [9] انتخب كعضو في مجلس المحافظة في بوتني[10] في منطقة واندسوورث بلندن، وعمل من سنة 1994 إلى سنة 2006

## رياضة
- يورا عشيا - لاعبة كرة قدم آشورية، أول عراقية تلعب بشكل احترافي في إنجلترا

## الكتاب
- تينا براون - صحفية ومحررة مجلة وكاتبة عمود ومقدمة برامج حوارية ومؤلفة The Diana Chronicles ؛ الجزء العراقي من جانب والدتها